# Sidney Herbert
Sidney Herbert, 1. baron Herbert of Lea (ur. 16 września 1810 w Richmond, zm. 2 sierpnia 1861 w Walton House w hrabstwie Wiltshire) – brytyjski arystokrata i polityk, członek Partii Konserwatywnej, następnie frakcji Peelites i Partii Liberalnej, minister w rządach Roberta Peela, lorda Aberdeena i lorda Palmerstona.
Był młodszym synem George’a Herberta, 11. hrabiego Pembroke, i hrabiny Katarzyny Woroncowej, córki rosyjskiego ambasadora w Wielkiej Brytanii Siemiona Romanowicza Woroncowa. Wykształcenie odebrał w Harrow School oraz w Oriel College na Uniwersytecie Oksfordzkim.
W 1832 r. został wybrany do Izby Gmin jako konserwatywny deputowany z okręgu South Wiltshire. W latach 1834–1835 był sekretarzem przy Radzie Kontroli. W 1841 r. został pierwszym sekretarzem przy Admiralicji. W latach 1845–1846 i 1852–1855 był sekretarzem ds. wojny. W 1855 r. na krótko został ministrem kolonii. W 1859 r. powrócił do gabinetu jako minister wojny. W 1861 r. otrzymał tytuł 1. barona Herbert of Lea i zasiadł w Izbie Lordów. Zmarł niedługo potem.

## Rodzina
12 sierpnia 1846 r. poślubił Elizabeth Ashe à Court-Repington (21 lipca 1822 – 30 października 1911), córkę generała-porucznika Charlesa Asha à Court-Repingtona. Sidney i Elizabeth mieli razem czterech synów i trzy córki:
- Mary Catherine Herbert (1849 – 1935), żona barona Friedricha von Hügela
- George Robert Charles Herbert (6 lipca 1850 – 3 maja 1895), 13. hrabia Pembroke
- Elizabeth Maud Herbert (1851 – 1933), żona sir Charlesa Huberta Parry'ego, 1. baroneta
- Sidney Herbert (20 lutego 1853 – 30 marca 1913), 14. hrabia Pembroke
- William Reginald Herbert (1854 – 7 września 1870), zginął w katastrofie HMS Capitain
- Michael Henry Herbert (25 czerwca 1857 – 30 września 1904), ambasador w Stanach Zjednoczonych
- Constance Gladwys Herbert (24 kwietnia 1859 – 27 października 1917), żona St George’a Lowthera, 4. hrabiego Lonsdale, i Fredericka Robinsona, 2. markiza Ripon, miała dzieci z pierwszego małżeństwa